# AMC 35騎兵坦克
AMC 35（法語：Automitrailleuse de Combat Renault modèle 1935）是一款法國曾于戰間期末期研發，並且曾在二戰中服役的中型騎兵坦克。為比利時生產的AMC 35坦克被稱為ACG-1。

## 研發歷史
在雷諾公司製造出AMR 33滿足了法軍對“AMR”（偵察車）的需求後，雷諾公司又決定再研發一款坦克來滿足法軍對“AMC”（作戰車輛）的需求。法軍要求這款坦克的最大速度能達到50公里/時并安裝反坦克炮。第一輛原型車在1933年完成。它安裝了雷諾輕型坦克的炮塔和一門37mm火炮，但是測試結果並不令人滿意，因此，雷諾公司又製造了一款原型車，並將其命名為AMC 33 YR。因為這款原型車安裝了雙人炮塔，所以車長的壓力得以減輕，使得他可以更好的履行自己的職責。其安裝了一門25mm火炮和一挺7.5mm同軸機槍。由一臺雷諾4缸汽油機（可提供120匹的動力）驅動，最大速度可以達到40公里/小時。戰鬥全重10.8噸。
之後，雷諾公司又緊接著研發出了AMC 35。AMC 35的第一輛原型車從於1936年5月7日完成。雷諾公司當時希望這款原型車能夠不用再完整走一遍交付測試的流程。但在5月9日，對其進行測試後，軍方發現AMC 35與AMC 34有著很大的區別，因此下令對其進行完整的測試，使得雷諾對於加快這一流程的嘗試失敗。測試在同年的11月27日結束，結果顯示，這款坦克的機械可靠性差，而且速度和防護方面不合要求，不適合在法軍中服役。但不久後，德國進入萊茵非軍事區後，法軍認識到了為騎兵部隊換裝的迫切性，因此，法軍訂購了17輛AMC 35，之後，訂單數增加到了50輛。
一部份AMC 35的47mm主炮曾被換成長身管的25mm火炮。為法軍生產的型號安裝47mm SA35 L/32火炮以及7.5mm拉貝爾機槍，而為比利時生產的ACG-1則在其自主設計的炮塔上安裝47mm FRC火炮以及7.65毫米霍奇基斯機槍

## 生產
在1936年，雷諾的軍品車間被國有化，并劃給了伊西萊穆利諾工程公司。這使得第一輛AMC 35的生產開始時間向後推遲。加之AMC 35被劃分為低優先級的坦克，以及動盪的政治局勢，使得整個工程的進展速度很難加快。（簡稱AMX）最終，在1938年11月，AMC 35投入量產，但是進度緩慢。在1938年11月到次年3月間，法軍接收了第一批共七輛坦克。截止到1940年1月，一共生產了57輛，其中有10輛交付給了比利時。據估計，AMC 35坦克一共生產了100輛左右。

## 服役
因為大部份AMC 35坦克在1940年早期才得以交付法軍使用，完全沒有時間來為乘員的訓練作準備。所以第一批坦克最初被封存待命。在5月15日，色當開戰後，所有封存的物資都被運往前線，AMC 35也在其中。隨後，法軍用49輛AMC 35匆忙組建了幾支部隊，儘管乘員未經過相應訓練，彈藥也不足。法國第11騎兵團是第一支裝備AMC 35的部隊（該團共裝備12輛AMC 35），緊接著接受AMC 35的是法國直屬機動兵團（CFM），其中的少量作戰部隊收到了7輛AMC 35。但是，這一切都太遲了，在7月，巴黎被德軍攻佔，法軍也隨之投降，倖存的AMC 35由德軍虜獲。

### 表現
在使用部隊的訓練中，發現AMC 35炮塔設計不合理，在崎嶇的路面上行駛時可靠性差，而且，沒有安裝無線電臺造成了戰術協調上的困難。在之後的作戰中，這款坦克的裝甲還被發現不符合中型坦克應有的標準。

## 設計
AMC 35全重14.5噸，安裝一門47mm火炮和7.5mm同軸機槍。最大速度可達40公里/時。其一共有3名乘員，駕駛員坐在車體前部，而車長和炮手則坐在雙人炮塔中。AMC 35安裝的懸掛為剪式水平彈簧懸掛，在左右兩側各有5個輪，主動輪位於前方，從動輪位於後方；每側都有5個履帶復位滾輪。安裝的引擎是雷諾 B1引擎的縮短版，這種引擎在原版的基礎上進行了小型化處理，并減少了2個氣缸，可以提供180匹的動力。不過即使這樣空間仍然不足，因此把車身加長到了4.57米。油箱容量為300升，最大行程為160公里。

## 他國的使用

### 比利时

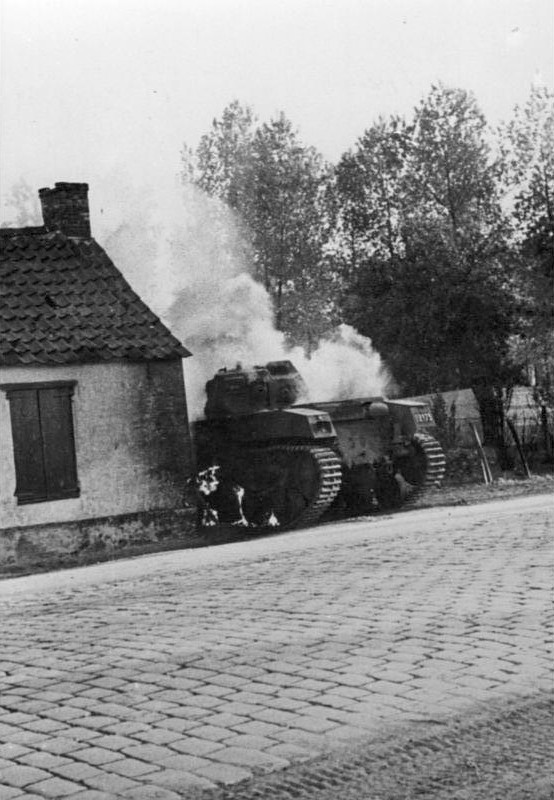
一輛被擊中起火的比利時ACG-1，攝於1940年

比利時最初於1935年9月13日訂購了25輛AMC 34.但因為AMC 34未被法軍採用，雷諾也因此無法交付這批訂購的AMC 34。在1938年，比利時又要求雷諾提供一輛AMC 35用於測試，并在不久后收到。在測試中，比利時發現其爬坡能力差，因而訂單數減少到了18輛。隨後，因為擔心購買坦克這類武器會激怒納粹德國，比利時更是取消了所有的訂單。不過，在1938年4月21日法國政府與比利時交涉後，比利時同意購買35輛AMC 35和5套備用零件，8套備用裝甲。在1938年6月15日簽訂的協議中，約定在同年7月31日交付。但因為生產進度緩慢，雷諾未能如約交付，直到1939年3月30日比利時才收到了3輛AMC 35。為比利時生產的型號被稱為ACG-1。但是，比方很快發現交付的坦克的引擎，傳動系統，懸掛裝置都已過度磨損無法正常使用。最終，比方決定將兩輛狀態最差的ACG-1除役，將其中一輛當做訓練坦克使用。在1940年5月10日德國入侵比利時后，剩餘的8輛被派往前線。其中有4輛被德軍的反坦克炮擊毀，兩輛因故障而無法使用。有兩輛坦克在5月28日投降時倖存了下來。

### 納粹德國
德軍曾經繳獲了一批AMC 35并將它們用於訓練。德軍把這批AMC 35稱作為AMC 73(f)坦克（德語：PzKpfw AMC 738 (f)）。

## 腳註/來源
1. 1 2 3 4 5  David Miller. . Zenith Imprint. 2000: 54–55  [2014-02-14]. ISBN 978-0-7603-0892-9. （原始内容存档于2014-02-27）.
2. 1 2 3 4 5  .   [2014-02-14]. （原始内容存档于2013-12-20）.
3. 1 2 3 4  .   [2014-02-14]. （原始内容存档于2014-01-30）.
4. 1 2  .   [2014-02-14]. （原始内容存档于2014-04-03）.
5. ↑  Harold R. Winton; David R. Mets. . U of Nebraska Press. 2003: 30  [2014-02-14]. ISBN 0-8032-9835-8. （原始内容存档于2014-06-27）.

## 拓展閱讀
- Georges E. Mazy, 2008, "Les Autos Blindés Lourds du Corps de Cavalerie Belge 1940", Histoire de Guerre, Blindés & Matériel, N°84, pp. 18–29

## 外部連結
- 索米爾裝甲博物館的官方網站（页面存档备份，存于）
- 二戰戰車
- 一張手繪的AMC 35（页面存档备份，存于）